# Music in My Heart
Music in My Heart ist ein US-amerikanisches Filmmusical von Joseph Santley aus dem Jahr 1940 mit Tony Martin und Rita Hayworth.

## Handlung
Der Engländer Robert Gregory, der als Zweitbesetzung für ein Broadway-Musical engagiert wurde, bekommt am Vorabend seiner Ausweisung aus den Vereinigten Staaten die einmalige Gelegenheit, die Hauptrolle zu übernehmen. Nach seiner umjubelten Darbietung bereits auf dem Weg zum New Yorker Hafen, kollidiert sein Taxi mit dem Taxi von Patricia O’Malley, die ebenfalls zum Hafen unterwegs ist, um dort auf einem Schiff den exzentrischen Millionär Charles Gardner zu heiraten. Da sie beide in Eile sind, beschließen sie, sich das eine noch fahrtüchtige Taxi zu teilen. Auf der Fahrt berichtet Patricia dem neugierigen Robert stolz von ihren Heiratsplänen. Dieser ist jedoch so gar nicht davon überzeugt, dass Patricia ihren Verlobten auch wirklich liebt und nicht einfach nur des Geldes wegen zu ehelichen gedenkt. Als sie den Hafen schließlich erreichen, müssen sie entsetzt feststellen, dass ihre beiden Boote bereits abgelegt haben. Während Patricias Nichterscheinen Gardner glauben macht, dass sie ihn sitzen gelassen hat, sieht sich die Einwanderungsbehörde veranlasst, Robert so schnell wie möglich unter Arrest zu stellen.
Da Robert an diesem Abend an seiner prekären Lage sowieso nichts mehr ändern kann, begleitet er Patricia in ihr Wohnviertel, wo ein rauschendes Straßenfest im Gange ist. Nach einer kleinen Stärkung in Form eines Hot Dogs gibt Robert vor der versammelten Menge ein Ständchen zum Besten. Mit seiner kraftvollen Stimme vermag er es, sein Publikum zu begeistern. Auch Patricia ist angetan von seinem Gesang. Sie besteht nun darauf, dass er die Nacht bei ihrem Onkel Luigi verbringt. Patricias jüngere Schwester Mary sieht im gutaussehenden Bariton-Sänger sofort den perfekten Schwager.
Unterdessen ist Gardner fest entschlossen, seine Verlobte zurückzuerobern. Dafür schickt er zunächst seinen Butler Griggs als Botschafter in Luigis Restaurant. Als dieser Robert dort entdeckt, erkennt er dessen Gesicht aus der Zeitung wieder, wo er mit einem Foto von der Polizei gesucht wird. Da Griggs ihn als Hindernis für Patricias und Gardners gemeinsame Zukunft betrachtet, schlägt er freudig seinem Arbeitgeber vor, Robert alsbald der Polizei auszuliefern. Gardner jedoch, ganz der erhabene Gentleman, lehnt eine derart schäbige Handlungsweise ab. Griggs versucht es daher heimlich auf anderem Wege: Er lässt in der Zeitung einen Artikel drucken, der fälschlicherweise behauptet, dass Robert in England eine Frau und drei Kinder zurückgelassen habe. Als Patricia die Story liest, fühlt sie sich von Robert schamlos hintergangen, hat er ihr doch inzwischen einen Heiratsantrag gemacht, den sie freudestrahlend annahm. Enttäuscht und tief gekränkt kehrt sie zu Gardner zurück. Doch als dieser vom erfundenen Zeitungsartikel erfährt und einsieht, dass Patricia an niemand anderen als an Robert denken kann, deckt er den Schwindel auf und verkündet großmütig, dass er Robert adoptieren werde, um dessen Abschiebung zu verhindern. Bei der anschließenden Versöhnung von Patricia und Robert sind alle bis auf Griggs glücklich und zufrieden.

## Hintergrund
Music in My Heart, auch bekannt als Passport to Happiness, war das erste einer Reihe von Columbia-Musicals mit Rita Hayworth in der Hauptrolle. Obwohl sie eine ausgebildete Tänzerin war und später als solche in ihren Filmen berühmt wurde, ist sie hier lediglich in einer kleinen Tanznummer zu sehen.
Dirigent André Kostelanetz, der zu dieser Zeit sein eigenes CBS-Radioprogramm besaß, ist zusammen mit seinem Orchester in Music in My Heart als er selbst zu sehen. Dass er dabei in einem Radiostudio gezeigt wird, war eine eher ungewöhnliche Praxis in Hollywood-Filmen der damaligen Zeit, da das Radio als größter Rivale in der Gunst des Publikums galt und die Zensur der Motion Picture Association of America strikt gegen jedwede Werbung und Vermarktung anderer Produkte in Filmen war.
Das Lied It’s a Blue World des erfolgreichen Songschreiberduos Chet Forrest und Bob Wright erhielt eine Oscar-Nominierung und wurde für Sänger Tony Martin zum großen Hit, der sich 13 Wochen in den US-amerikanischen Hitparaden halten konnte.

## Musik- und Tanznummern
- I’ve Got Music in My Heart (Bob Wright/Chet Forrest)
- Hearts in the Sky (Wright/Forrest)
- No Other Love (Wright/Forrest)
- Punchinello (Wright/Forrest)
- A Bird in a Gilded Cage (Harry von Tilzer/Arthur J. Lamb)
- Oh What a Lovely Dream (Wright/Forrest)
- No tabuleiro da baiana (Ary Barroso)
- It’s a Blue World (Wright/Forrest)

## Kritiken
„Niemand kann je irgendein bestimmtes Bedürfnis nach einer solchen Verbindung von Musikkomödie und herkömmlichem Billigkino gehabt haben“, befand Bosley Crowther von der New York Times. Die Zuschauer, „die über die Handlung hinwegsehen können“, würden allerdings „die erstklassige Arbeit der exzellenten Besetzung zu schätzen wissen“. „Nennenswert“ seien dabei Tony Martin als „ausländischer Tenor“, Rita Hayworth als „hübsche Großstädterin“, das André-Kostelanetz-Orchester und „nicht zuletzt“ Alan Mowbray als „echter Gentleman“. Weekly Variety prophezeite, dass sich der Film „keinem besonders glücklichen Schicksal an den Kinokassen erfreuen“ werde. Die Handlung sei „banal“ und „eine geradezu abgenutzte Angelegenheit, die weder die Regie noch die Darbietungen der beiden Hauptdarsteller noch André Kostelanetz’ hervorragende Musik überwinden können“.
Craig Butler vom All Movie Guide schlussfolgerte rückblickend, dass Drehbuchautor James Edward Grant das Projekt „wohl nicht sehr ernst genommen“ habe. „Glücklicherweise“ habe Regisseur Joseph Santley das Material als Spaß verstanden, „ohne sich über den Mangel an Realitätssinn zu sorgen“. Tony Martin sei „sympathisch und einnehmend als Hauptdarsteller, obwohl er eigentlich nicht genug Schauspieler ist, um diese spezielle Scharade durchzuziehen“. Rita Hayworth sei „reines Gold in dieser relativ frühen Rolle“. Obwohl sie nur wenig Musikalisches zum Besten geben dürfe, nutze sie „ihr außerordentliches Charisma und ihre angeborene Attraktivität zu reizvollem Effekt“. Eric Blore und Alan Mowbray würden „ein komisches Team“ abgeben und der Rest der Nebendarsteller sei „zuverlässig und unterhaltsam“.

## Auszeichnungen
Bei der Oscarverleihung 1941 war der Film mit dem Lied It’s a Blue World in der Kategorie Bester Song für den Oscar nominiert. Die Songschreiber Chet Forrest und Bob Wright konnten sich mit ihrem Lied jedoch nicht gegen Leigh Harline und Ned Washington durchsetzen, die den Oscar für ihren Song When You Whish Upon a Star aus Walt Disneys Pinocchio erhielten.